# Leonard Gaskin
Leonard Gaskin (New York, 25 agosto 1920 – 24 gennaio 2009) è stato un contrabbassista statunitense.

## Biografia
Gaskin faceva parte dell'orchestra residente alla Minton's Playhouse di Harlem, nel periodo in cui le famose jam session che vi si tenevano ogni notte diedero origine allo stile conosciuto come bebop. Divenne poi il bassista di Dizzy Gillespie (al posto di Oscar Pettiford) e iniziò una carriera di sideman, suonando con molte delle principali formazioni degli anni quaranta e anni cinquanta. Tra queste si possono citare quelle di Cootie Williams, Charlie Parker, Eddie South, Charlie Shavers e Erroll Garner.
Incise anche diversi album di Dixieland con l'orchestra di Eddie Condon dove era entrato nel 1956, e almeno due album come leader all'inizio degli anni sessanta.
Divenne poi un musicista di studio, dedicandosi prevalentemente a generi lontani dal jazz, per ritornarvi poi durante gli anni settanta e ottanta, quando suonò con la  International Art of Jazz, Sy Oliver e Panama Francis.

## Discografia parziale

### Album
- (1961) Leonard Gaskin at the Jazz Band Ball, Swingville
- (1961) Leonard Gaskin at the Darktown Strutter's Ball, Swingville

### Collaborazioni
- 1945 – Miles Davis: First Miles (Savoy)
- 1946 – Don Byas: 1946 (Classics)
- 1949 – J. J. Johnson / Kai Winding / Bennie Green: Trombone by Three (OJC)
- 1949 – J. J. Johnson: J. J. Johnson's Jazz Quintets (Savoy)
- 1950 – Charlie Parker: Charlie Parker All Stars – Charlie Parker at Birdland and Cafe Society (Cool & Blue, 1950-52)
- 1950 – Stan Getz: The Complete Roost Recordings (Roost, 1950–54)
- 1951 – Illinois Jacquet: Jazz Moods (Verve)
- 1953 – Miles Davis: Miles Davis and Horns (Prestige/OJC)
- 1955 – Billie Holiday: Lady Sings the Blues (Verve)
- 1955 – Sonny Terry / Brownie McGhee: Back Country Blues
- 1956 – Jimmy Scott: If Only You Knew (Savoy)
- 1956 – Big Maybelle: Candy (Savoy)
- 1956 – Sammy Price: Rock (Savoy)
- 1957 – Bud Freeman: Chicago / Austin High School Jazz in HiFi (RCA)
- 1957 – Eddie Condon: The Roaring Twenties (Columbia)
- 1958 – Ruby Braff: Easy Now (RCA)
- 1959 – Rex Stewart: Chatter Jazz (RCA)
- 1959 – Marion Williams: O Holy Night (Savoy)
- 1960 – Sunnyland Slim:  Slim's Shout (Prestige)
- 1961 – Lightnin' Hopkins: Lightnin' (Bluesville)
- 1962 – Rhoda Scott: Hey! Hey! Hey! (Tru-Sound)
- 1963 – Jimmy Witherspoon: Blues Around the Clock (Prestige)
- 1963 - Lightnin' Hopkins: "Goin' Away" (OBC)
- 1964 – Sonny Stitt: Primitivo Soul (Prestige)
- 2001 – Richard Negri: Meditations on a Downbeat, Words Spoken through Jazz (LightMoose)